# Lois Mailou Jones

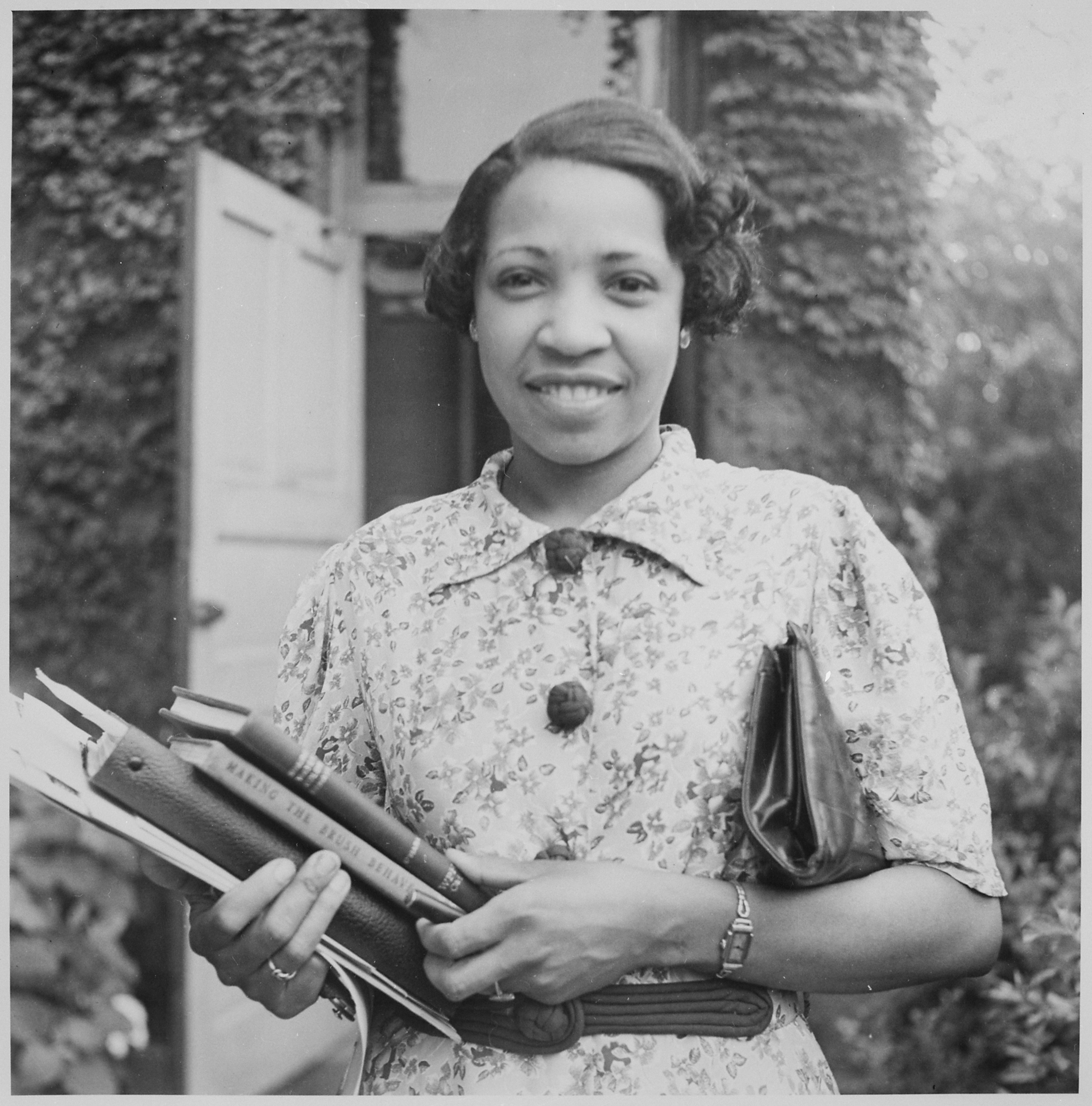
Louis Jones, 1936/37

Lois Mailou Jones (* 3. November 1905 in Boston, Massachusetts, USA; † 9. Juni 1998 in Washington, D.C., USA) war eine US-amerikanische Malerin und Hochschullehrerin. Sie war emeritierte Professorin an der Howard University und eine der ersten Malerinnen, die traditionelle afrikanische Kunstformen mit westlichen Traditionen verband.

## Leben und Werk

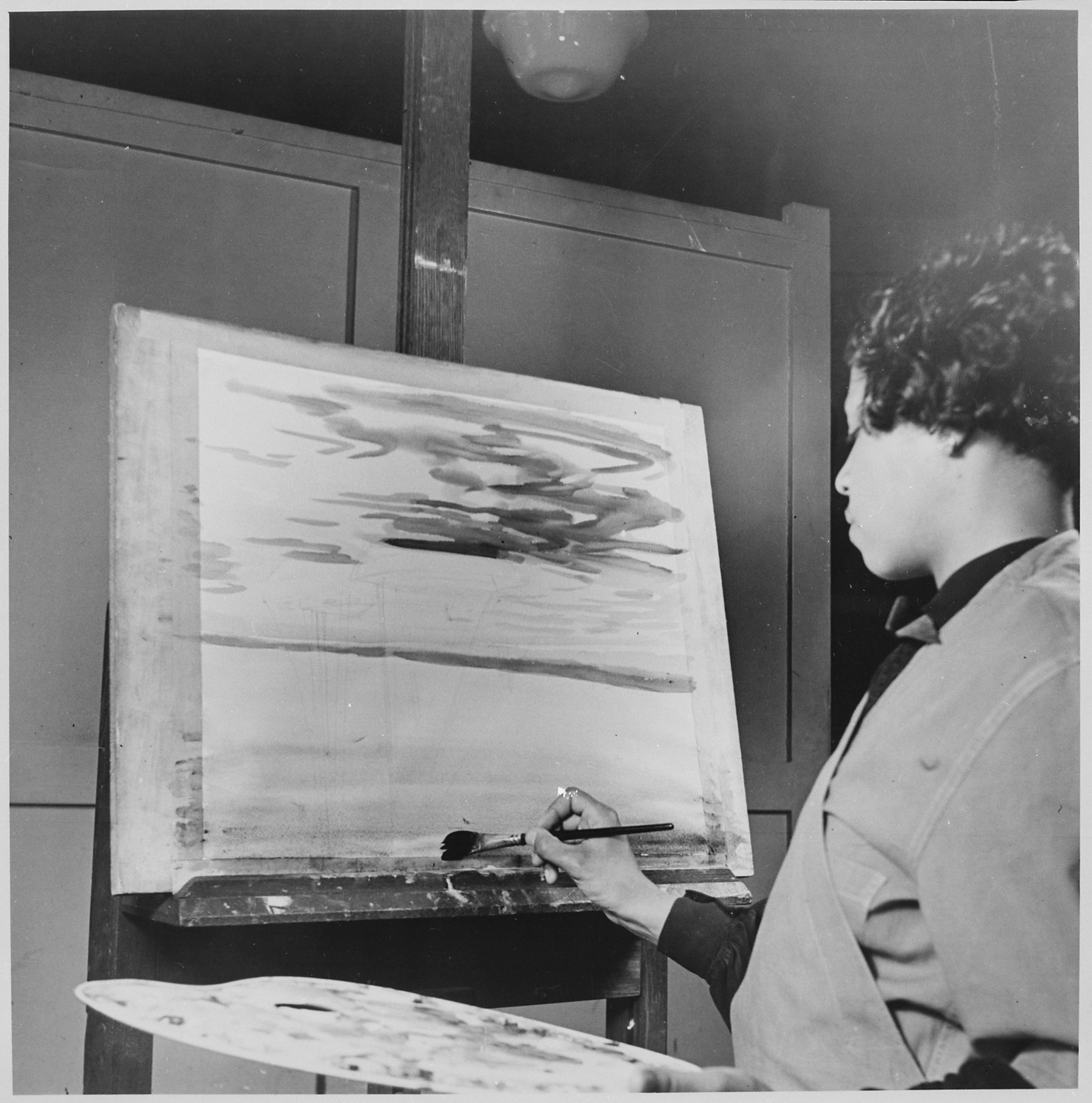
Lois Jones, Künstlerin bei der Arbeit

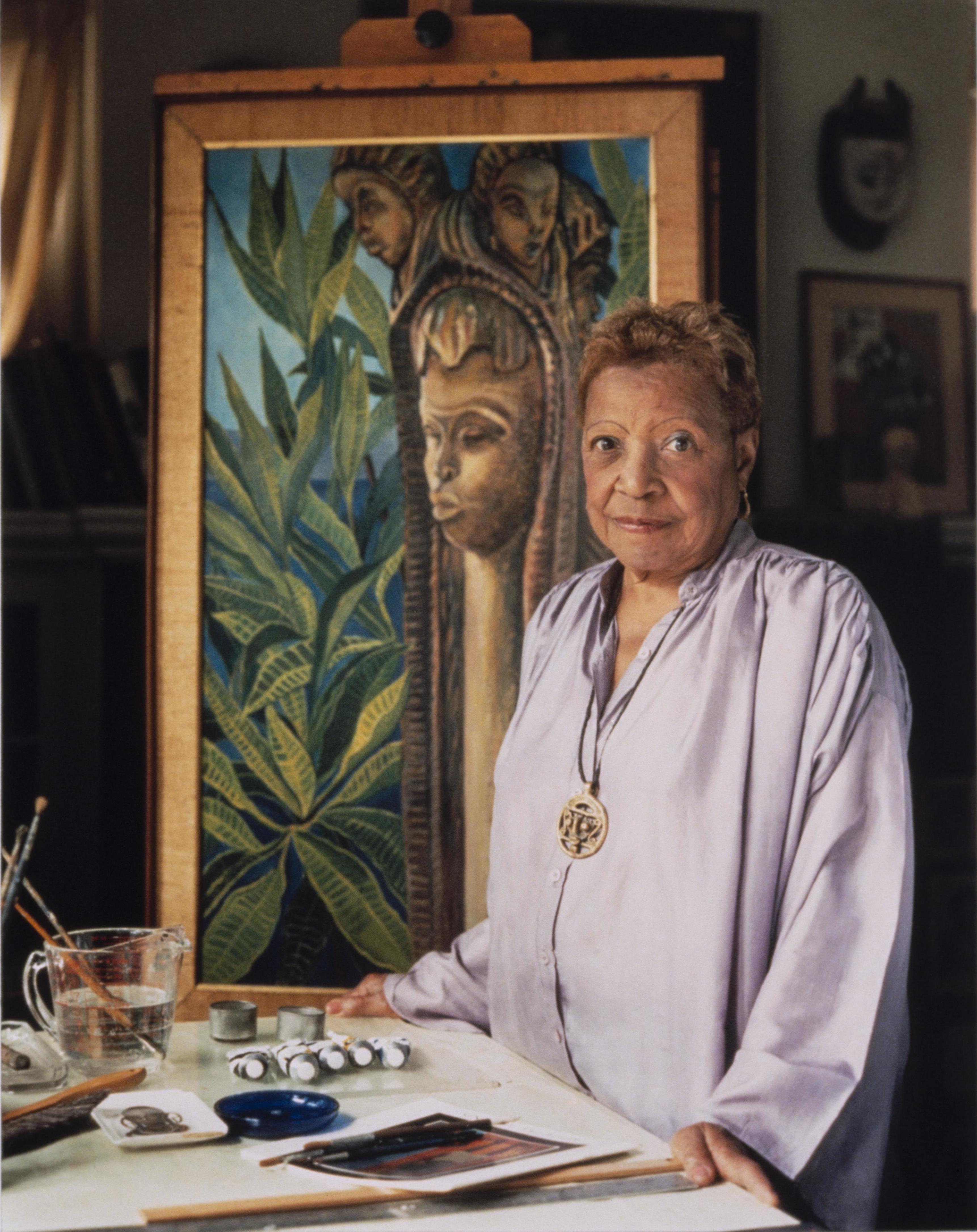
Louis Jones

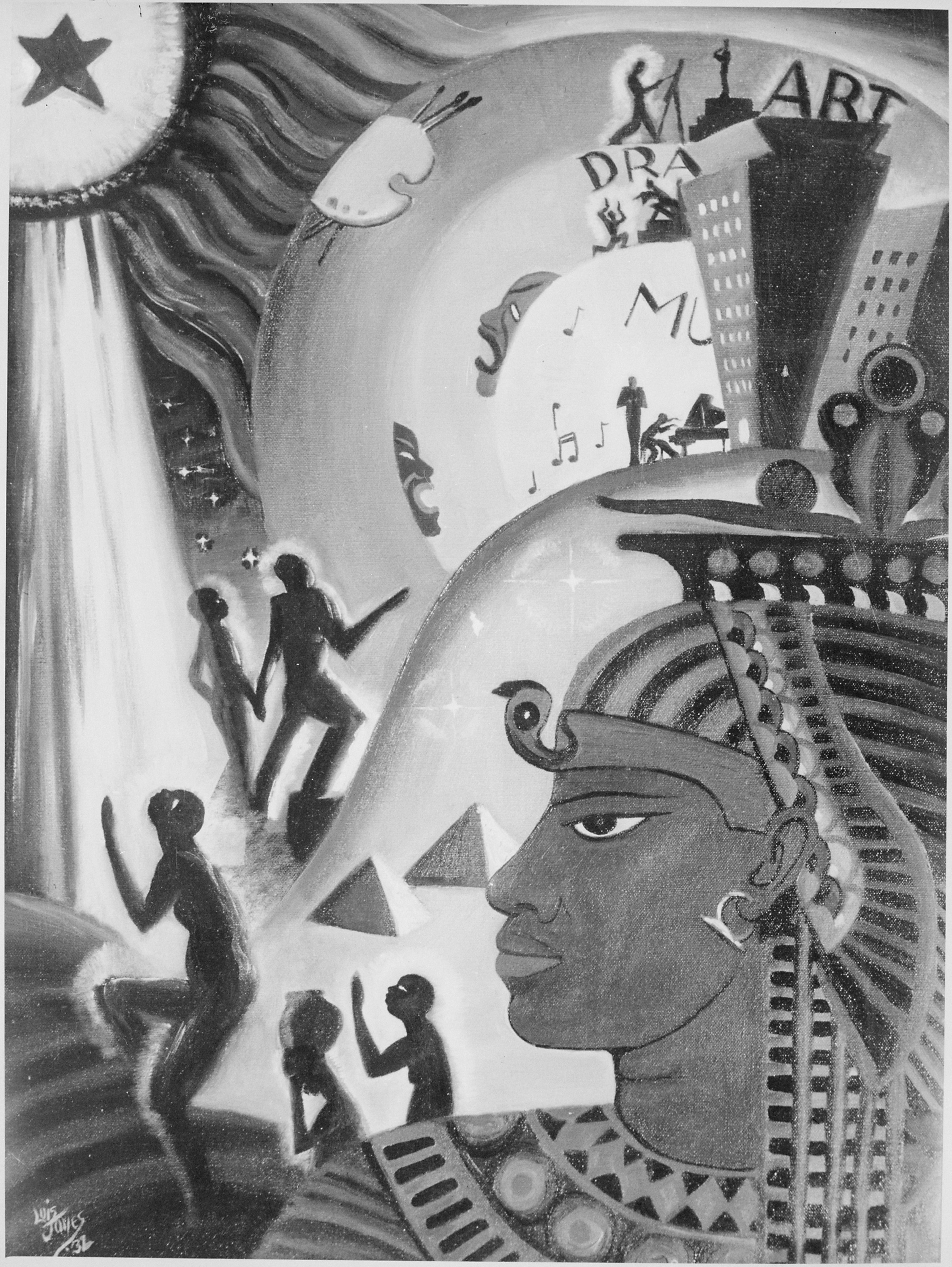
Ascent of Ethiopia, Gemälde von Louis Jones, 1932

Jones war die Tochter von Carolyn Dorida Adams und Thomas Vreeland Jones. Ihr Vater arbeitete zunächst als Bauaufseher, bevor er Jura studierte und als erster Afroamerikaner die Suffolk Law School mit einem Abschluss verließ. Von ihren Eltern ermutigt, begann Jones bereits in jungen Jahren mit dem Zeichnen und Malen und entwickelte eine Vorliebe für Aquarelle. Sie zog mit ihren Eltern auf die Insel Martha’s Vineyard, wo sie ihre erste Einzelausstellung im Alter von 18 Jahren hatte. Sie besuchte von 1919 bis 1923 Abendkurse am Boston Museum of Fine Arts. Parallel dazu arbeitete sie im Atelier für Textildesign von Grace Ripley. Sie erhielt ein vierjähriges Stipendium an der Museum of Fine Arts School und erwarb dort 1927 einen Abschluss. 1928 studierte sie bei Ludwig Frank an der Designers Art School in Boston.
Danach zog sie nach North Carolina, wo sie Sportunterricht erteilte und zwei Jahre lang die Kunstabteilung am Palmer Memorial Institute leitete. 1930 ging sie als Kunstlehrerin an die Howard University, da dort noch vor dem Ende der Rassentrennung Afroamerikaner studieren konnten, und erwarb einen Bachelor-Abschluss in Kunstpädagogik. Sie arbeitete weiterhin als Dozentin an der Howard University und später als außerordentliche Professorin für Design und bis 1945 als Professorin für Design und Aquarell.
Von 1934 bis 1936 studierte sie Maskenherstellung in verschiedenen Kulturen an der Columbia University und entwarf Masken und Kostüme für die Harlem-Tanzgruppe. Sie erhielt 1937 und 1938 Stipendien des General Education Board und verbrachte ein Studienjahr in Paris an der Académie Julian und einen Sommer in Italien. Eine Diskussion mit Alain Locke in den 1940er Jahren führte dazu, dass sie begann, Beiträge zur Harlem Renaissance-Bewegung zu leisten.
In den Vereinigten Staaten nahm sie 1941 mit ihren Werken Indian Shops, Gay Head, Massachusetts am Wettbewerb der Corcoran Gallery in Washington, D. C. teil. Afroamerikanischen Künstlern erlaubte die Galerie damals nicht, ihre Werke selber zu präsentieren. Daher bat Jones ihre Freundin Céline Marie Tabary, dies für sie zu übernehmen. Jones gewann den Robert Woods Bliss Prize, den ihre Freundin annahm und ihr dann zusandte. Für ihr damaliges Verhalten entschuldigte sich die Corcoran Gallery 1994, 50 Jahre später, bei der Eröffnung der Ausstellung The World of Lois Mailou Jones.
In Cabris heiratete sie 1953 den haitianischen Grafiker Vergniaud Pierre-Noel, den sie bereits seit ihrem Studium an der Columbia University kannte. 1954 wurde sie von der Regierung der Inselrepublik Haiti eingeladen, die Menschen und die Landschaft des Landes zu malen. Während dieses Aufenthaltes in Haiti unterrichtete sie am Centre d’Art et Foyer des Arts Plastiques in der Hauptstadt Port-au-Prince. Am 17. September 1954 wurde sie in Haiti mit dem Diplôme et Décoration de l’Ordre National Honneur et Mérite au Grade de Chevalier für herausragende Leistungen in der Kunst geehrt. 1955 beauftragte US-Präsident Eisenhower sie damit, ein Porträt des haitianischen Präsidenten und dessen Ehefrau anzufertigen.
Als ihr 1970 von der Howard University ein Forschungsstipendium zum Studium zeitgenössischer afrikanischer Kunst gewährt wurde, bereiste sie Äthiopien, den Sudan, Kenia, die Demokratische Republik Kongo, Nigeria, die Republik Dahomey, Ghana, die Elfenbeinküste, Liberia, Sierra Leone und den Senegal. Sie hielt Vorträge, interviewte lokale Künstler und besuchte Museen in den elf Ländern. Diese Erfahrung führte zu einer weiteren Auseinandersetzung mit afrikanischen Themen in ihren Werken, insbesondere in ihren Gemälden, die zwischen 1971 und 1989 entstanden.
Sie hatte mehr als 40 Einzelausstellungen in den Vereinigten Staaten, Europa, Afrika und Haiti und ihre Gemälde befinden sich in den ständigen Sammlungen von mehr als 16 Museen und Galerien.
Jones starb 1998 im Alter von 92 Jahren in ihrem Haus in Washington, D.C. und wurde in Oak Bluffs, Martha’s Vineyard begraben.
Zu ihren Schülern gehörten Georgia Mills Jessup, Martha Jackson Jarvis und David Driskell.

## Auszeichnungen (Auswahl)
- 1954: Auszeichnung durch die haitianische Regierung
- 1973: Ehrendoktor der Philosophie der Colorado State University
- 1975: Howard University Fine Arts Faculty Award for Excellence in Teaching
- 1980: von Präsident Jimmy Carter im Weißen Haus mit dem Award for Outstanding Achievements in the Visual Arts geehrt
- 1981: Ehrendoktor der Humane Letters der Suffolk University
- 1984: Am 29. Juli wurde in Washington, D.C. ein Loïs-Jones-Tag ausgerufen[4]
- 1986: Ehrendoktorwürde in Bildender Kunst vom Massachusetts College of Art, Boston
- 1987: Ehrendoktorwürde der Howard University
- 1989: Ehrendoktor für Humane Letters vom Atlanta College of Art
- 1996: Ehrendoktor der Schönen Künste der Corcoran School of Art[5]